# Smithereens
Pour plus de détails, voir Fiche technique et Distribution.
Smithereens est un film américain réalisé par Susan Seidelman, sorti en 1982.

## Synopsis
Une jeune femme essaie de faire sa place dans le monde de la musique punk à New York.

## Fiche technique
- Titre : Smithereens
- Réalisation : Susan Seidelman
- Scénario : Susan Seidelman, Ron Nyswaner et Peter Askin
- Musique : Glenn Mercer et Bill Million
- Photographie : Chirine El Khadem
- Montage : Susan Seidelman
- Production : Susan Seidelman
- Société de production : Domestic Productions
- Société de distribution : New Line Cinema (États-Unis)
- Pays de production :  États-Unis
- Genre : Drame et film musical
- Durée : 93 minutes
- Date de sortie : 
  - États-Unis : 19 novembre 1982

## Distribution
- Susan Berman : Wren
- Brad Rijn : Paul
- Richard Hell : Eric
- Nada Despotovich : Cecile
- Roger Jett : Billy, le colocataire d'Eric
- Kitty Summerall : la femme d'Eric
- Joni Ruth White : la propriétaire
- D.J. O'Neill : Ed
- Joel Rooks : le patron de Xerox
- Pamela Speed : Terry
- Tom Cherwin : Mike
- Edie Schecter : Christine

## Distinctions
Le film a été présenté en sélection officielle en compétition au Festival de Cannes 1982.